# Oceanapia aerea
Oceanapia aerea är en svampdjursart som först beskrevs av Topsent 1904.  Oceanapia aerea ingår i släktet Oceanapia och familjen Phloeodictyidae. Inga underarter finns listade i Catalogue of Life.